# كيرميت جونسون
كيرميت جونسون (بالإنجليزية: Kermit Johnson)‏ هو لاعب كرة قدم أمريكية أمريكي، ولد في 22 فبراير 1952 في لوس أنجلوس في الولايات المتحدة.

## وصلات خارجية
- كيرميت جونسون على موقع مرجع كرة القدم المحترفة.كوم (الإنجليزية)
- كيرميت جونسون على موقع كلية كرة القدم في سبورتس رفرنس.كوم (الإنجليزية)